# 366 до н. е.
366 до н. е. був роком до юліанського римського календаря. Також відомий як рік консульства Мамерцина і Латерана (або, рідше, 388 Ab Urbe condita).

## Події
- римляни почали відзначати Ludi Romani.
- Афіни заснували місто Кос на острові Кос в Егейському морі.
- Фіви захопили місто Ороп.

## Померли
| рік | Це незавершена стаття про рік. Ви можете допомогти проєкту, виправивши або дописавши її. |